# Maigo Peak
Der Maigo Peak (englisch; japanisch 迷子山 Maigo-yama, deutsch ‚Streunerberg‘) ist ein 122 m hoher Hügel an der Kronprinz-Olav-Küste des ostantarktischen Königin-Maud-Lands. Er unmittelbar westlich der Bōhyō Heights und 2,5 km ostsüdöstlich des Kap Hinode auf.
Luftaufnahmen und Vermessungen einer von 1957 bis 1962 durchgeführten Antarktisexpedition dienten seiner Kartierung. Das Advisory Committee on Antarctic Names übertrug die 1973 vorgenommene japanische Benennung im Jahr 1975 ins Englische.